# Anna Malagrida
Anna Malagrida (Barcelona, 1970) és una artista catalana que treballa principalment amb la fotografia i el vídeo.
Es va llicenciar en Ciències de la Comunicació a la Universitat Autònoma de Barcelona l'any 1993, tres anys després es va diplomar a l'École Nationale de la Photographie d'Arles.
La seva trajectòria va començar en 1998 amb l'obra La sphère de l'intimi, exposada en Le Printemps de Cahors i Fondation Cartier pour l'Art Contemporain. Des d'aquest moment ha creat diverses exposicions monogràfiques i col·lectives, exposant principalment en l'Espanya i França.
En 1999 crea La bañera, una instal·lació on una dona se submergeix en la banyera, creant exposada a les mirades del públic en un moment íntim, de recolliment personal. Entre el 1999 i el 2000 exposa Teleespectadores, una sèrie de retrats pels quals utilitza com a única font de llum la pantalla d'un televisor, amb aquestes finestres il·luminades els individus representats s'aïllen creant un distanciaments col·lectiu. A l'obra Interiores, exposada entre els anys 2000 i 2002, consta de dues sèries exposades en conjunt, en elles es poden observar escenes íntimes, preses a casa de manera informal. La llum juga una mirada fonamental, incidint en els rostres, marcat la psicologia dels personatges. La Dormeuse (La durmiente) és una instal·lació de grandària variable exposada entre el 2003 i el 2006 s'hi pot observar una metàfora de la privadesa, amb dues videoprojeccions que habiten l'espai creant una simulació de realitat. En el 2005 i l'any posterior crea En la sombra, instal·lació composta per diferents videos filmats en un espai interior, fent que l'espectador simplement es dediqui a la contemplació de la imatge que ens mostra l'artista. Entre 2003 i 2005 exposa Paisajes, en la qual podem observar una clara al·lusió i inspiració en el romanticisme alemany, on els personatges queden minúsculs i llunyans en comparació del paisatge i el seu decorat. En el 2003 crea Barrio chino, primera col·laboració amb Mathieu Pernot. En ella veiem un fresc urbà amb fragments de ciutat reconstruïts, veient la demolició de diversos edificis i els seus diversos significats.
En 2018 va exposar en l'Institut Valencià d'Art Modern, la col·lecció El pes dels cendres.